# Gare de Retournac
Gare de Retournac – stacja kolejowa w Retournac, w departamencie Górna Loara, w regionie Owernia-Rodan-Alpy, we Francji.
Została otwarta w 1866 przez Compagnie des chemins de fer de Paris à Lyon et à la Méditerranée (PLM). Jest przystankiem kolejowym Société nationale des chemins de fer français (SNCF), obsługiwanym przez pociągi TER Auvergne.

## Położenie
Znajduje się na wysokości 510 m n.p.m., na km 85,339 linii Saint-Georges-d’Aurac – Saint-Étienne, pomiędzy przystankami Chamalières-sur-Loire i Pont-de-Lignon.